# ساموئل کارلین
ساموئل کارلین (انگلیسی: Samuel Karlin; ۸ ژوئن ۱۹۲۴ – ۱۸ دسامبر ۲۰۰۷) یک دانشمند در زمینه آنالیز تابعی اهل ایالات متحده آمریکا بود.
وی همچنین برندهٔ جوایزی همچون نشان ملی علوم شده‌است.